# Choum, Mauritania
Choum este o comună din Regiunea Adrar, Mauritania, cu o populație de 2.735 locuitori.